# John Pennington (1er baron Muncaster)
John Pennington, 1er baron Muncaster (v. 1740 - 8 octobre 1813), est un homme politique britannique du parti conservateur.

## Biographie
Il est le fils aîné de Joseph Pennington, 4e baronnet, de Muncaster Castle, Cumberland, et Sarah, fille de John Moore.
Il est élu au Parlement en tant que l'un des deux représentants du port de Milborne en 1781, siège qu'il occupe jusqu'en 1796, puis siège pour Colchester jusqu'en 1802. En 1806, il est réélu pour Westmoreland et siège pour le comté jusqu'à sa mort en 1813. En 1783, dix ans avant de succéder à son père comme baronnet, il est élevé dans la pairie d'Irlande en tant que baron Muncaster, avec le reste, à défaut de son propre fils, à son frère cadet Lowther Pennington (2e baron Muncaster) (en) et ses héritiers.
Lord Muncaster épouse Penelope, fille de James Compton, en 1778. Elle est décédée en novembre 1806. Muncaster lui a survécu pendant sept ans et est décédé en octobre 1813. Il n'avait pas de fils et son frère cadet, Lowther lui a succédé.